# Singletový kyslík
Singletový kyslík (singletový dikyslík) je za normálních podmínek plynná anorganická látka, molekulární kyslík, který je v kvantovém stavu, kdy jsou spárovány všechny elektrony. Při teplotě okolí je kineticky nestabilní, avšak rychlost rozpadu je pomalá. Někdy se označuje jako 1[O2] nebo 1O2.
Nejnižší excitovaný stav v dvouatomové molekule kyslíku je singlet stav. Jedná se o plyn s fyzikálními vlastnostmi, které se jen nepatrně liší od vlastností převládajícího trojitého základního stavu O2.
Pokud jde o jeho chemickou reaktivitu, singletový kyslík je mnohem reaktivnější vůči organickým sloučeninám. Je zodpovědný za fotodegradaci mnoha materiálů, ale lze jej konstruktivně využít v preparativní organické chemii a fotodynamické terapii.
Stopové množství singletového kyslíku se nachází v horních vrstvách atmosféry a také ve znečištěné městské atmosféře, kde přispívá k tvorbě plic poškozujícího oxidu dusičitého. Často se objevuje a koexistuje v prostředích, která také generují ozon, jako jsou borové lesy s fotodegradací terpentýnu. Ve spektroskopické notaci jsou nejnižší singletové a tripletové formy O 2 označeny 1Δg a 3Σ−.

## Elektronová struktura
Singletový kyslík označuje jeden ze dvou singletových elektronických excitovaných stavů. Dva stavy singletu jsou označeny 1Σ+g a 1Δg (předchozí index "1" označuje singletový stav). Singletové stavy kyslíku jsou o 158 a 95 kilojoulů na mol vyšší než energie trojitého základního stavu kyslíku. Za nejběžnějších laboratorních podmínek je vyšší energie 1Σ+g stav singletu se rychle převádí na stabilnější stav singletu s nižší energií 1Δ g.  Tato stabilnější forma ze dvou excitovaných stavů má své dva valenční elektrony spárované v jednom π* orbitalu, zatímco druhý π* orbital je prázdný. Tento stav je označován termínem singletový kyslík, obvykle zkráceně 1O2 , aby se odlišil od molekuly tripletového základního stavu 3O2 .
Molekulární orbitální teorie předpovídá elektronický základní stav označený symbolem molekulárního termínu 3Σ−g, a dva nízko položené vzrušené stavy singletu s termínovými symboly 1Δg a 1Σ+g. Tyto tři elektronické stavy se liší pouze ve spinu a obsazení dvou nevazných πg - orbitalů kyslíku, které jsou zdegenerované (stejné v energii). Tyto dva orbitaly jsou klasifikovány jako nevazné a mají vyšší energii. Podle prvního Hundova pravidla jsou tyto elektrony v základním stavu nepárové a mají stejný spin. Tento třívrstvý základní stav molekulárního kyslíku v otevřené skořápce se liší od nejstabilnějších dvouatomových molekul, které mají singlet (1Σ+g) základní stavy.
Z tohoto základního stavu jsou snadno přístupné dva méně stabilní, excitované stavy s vyšší energií, opět v souladu s Hundovým prvním pravidlem;  První pohybuje jeden z vysokých energií nepárových základním stavu elektronů od jedné degenerované orbitální na druhý, kde se „překlopí“ a spáruje druhý, a vytvoří nový stav, singletový stav označovaný jako 1Δg stav (symbol termínu, kde předchozí znak „1“ označuje jako stav singletu). Alternativně mohou oba elektrony zůstat ve svých degenerovaných orbitalech základního stavu, ale spin jednoho se může „otočit“ tak, že je nyní naproti druhému (tj. je stále v samostatném degenerovaném orbitalu, ale již nemá podobný spin); tím se také vytvoří nový stav, singletový stav označovaný jako 1Σ+g stav.  Základní a první dva singletové excitované stavy kyslíku lze popsat jednoduchým schématem na obrázku níže.

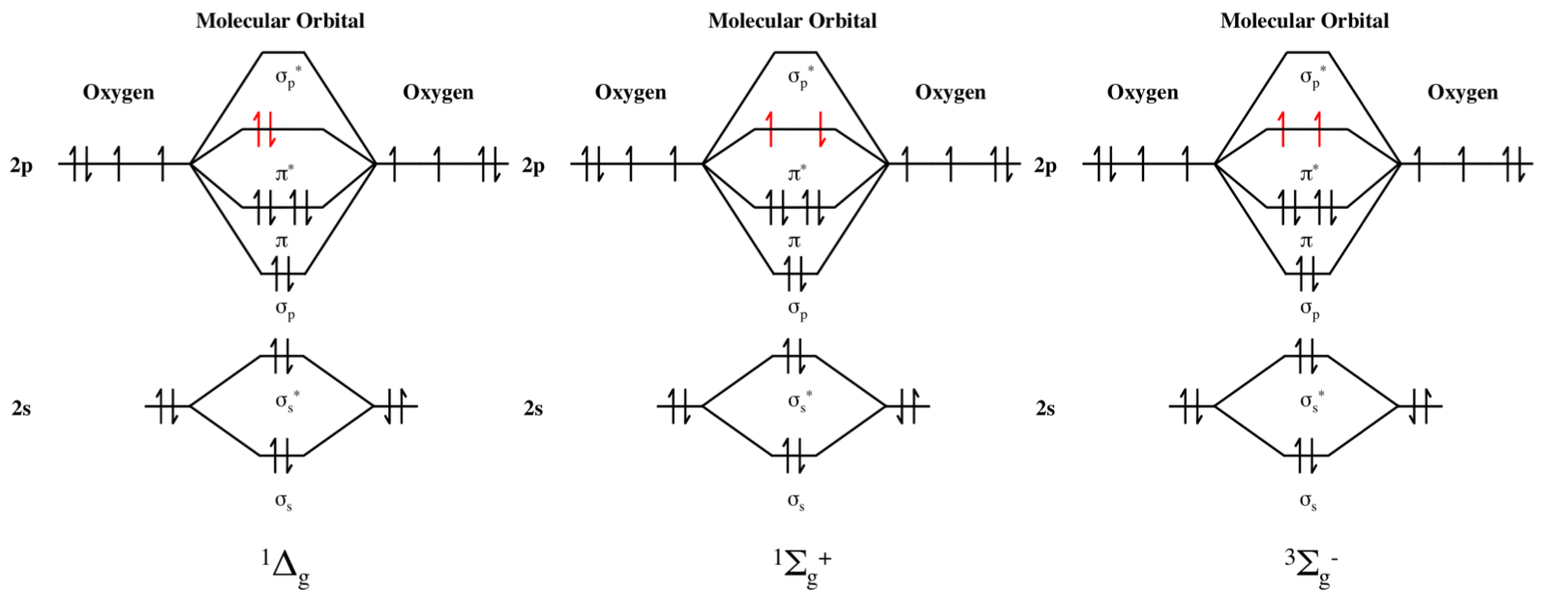

1Δg singletový stav 7882,4 cm−1 nad triplet 3Σ−g základní stav, což v jiných jednotkách odpovídá 94,29 kJ/mol nebo 0,9773 eV. 1Σ+g singlet je 13 120,9 cm−1 (157,0 kJ/mol nebo 1,6268 eV) nad základním stavem.
Radiační přechody mezi třemi nízko položenými elektronickými stavy kyslíku jsou formálně zakázány jako procesy elektrického dipólu.  Dva přechody singletů a tripletů jsou zakázány jak z důvodu pravidla výběru spinů ΔS = 0, tak z důvodu pravidla parity, že jsou zakázány přechody g-g.  Přechod singlet-singlet mezi dvěma vzrušenými stavy je povolen spin, ale parita zakázána.
Spodní, O2 (1Δg), stav se běžně označuje jako singletového kyslíku. Energetický rozdíl 94,3 kJ/mol mezi základním stavem a singletovým kyslíkem odpovídá zakázanému přechodu singlet-triplet v blízké infračervené oblasti při ~ 1270 nm. V důsledku toho má singletový kyslík v plynné fázi relativně dlouhou životnost (54–86 milisekund), ačkoli interakce s rozpouštědly zkracuje životnost na mikrosekundy nebo dokonce na nanosekundy.
Vyšší 1Σ+g stav je velmi krátký. V plynné fázi se uvolňuje primárně na trojici základního stavu se střední životností 11,8 s. Nicméně, v rozpouštědlech, jako je například CS2 a CCl4, uvolňuje se spodní singlet 1Δg v milisekundách v důsledku rozpadu neradiačních kanálů.

### Paramagnetismus způsobený orbitálním momentem hybnosti
Oba singletové stavy kyslíku nemají žádné nepárové elektrony, a proto ani čistou rotaci elektronů. 1Δg je však paramagnetická, jak je znázorněno na pozorování, že existuje elektronové paramagnetické rezonance (EPR) spektra. Paramagnetismus je vzhledem k čistému okružní (a ne odstředění) elektronické momentu hybnosti. V magnetickém poli je degenerace hladiny π* rozdělena na dvě úrovně odpovídající molekulárním orbitalům s úhlovým momentem +1 ħ a −1 ħ kolem molekulární osy. V 1Δg stav jeden z těchto orbitalů je dvojnásobně obsazený a druhý prázdný, takže jsou mezi nimi možné přechody.

## Produkce

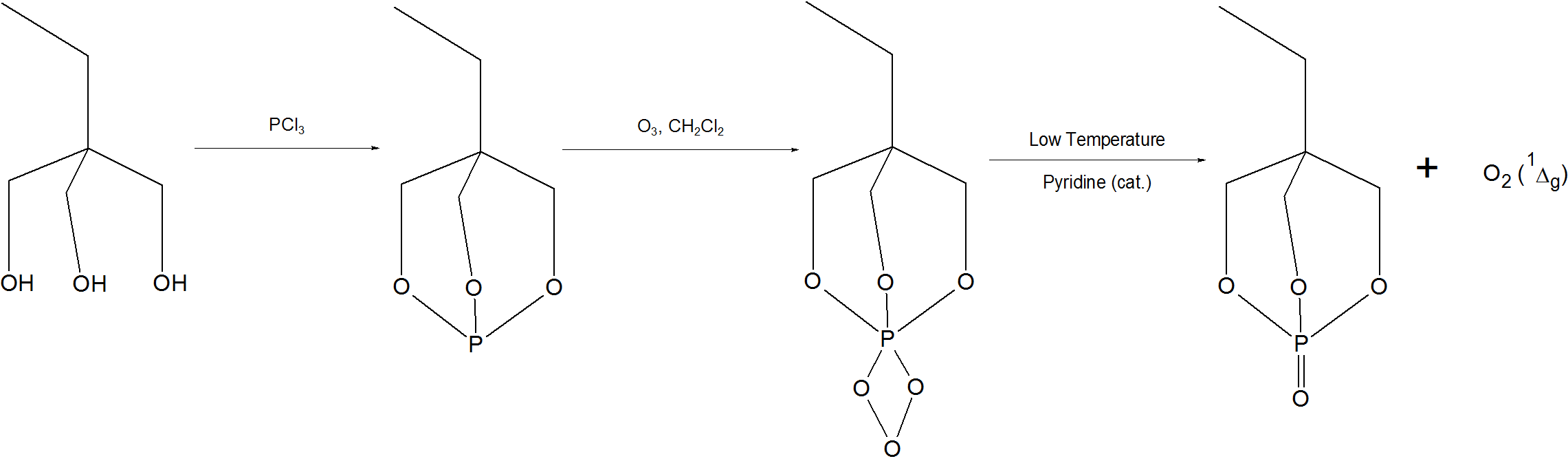
Reakce produkující singletový kyslík přes fosfitový ozonid

Existují různé způsoby výroby singletového kyslíku. Výsledkem jeho výroby je ozáření plynným kyslíkem v přítomnosti organického barviva jako senzibilizátoru, jako je bengálská růž, methylenová modř nebo porfyriny - fotochemická metoda. Velké koncentrace singletového kyslíku v ustáleném stavu jsou uváděny z reakce tripletově excitovaného stavu kyseliny pyrohroznové s rozpuštěným kyslíkem ve vodě. Singletový kyslík může být také v nefotochemických, preparativních chemických postupech. Jedna chemická metoda zahrnuje rozklad triethylsilylhydrotrioxidu generovaného in situ z triethylsilanu a ozonu.
(C2H5)3SiH + O3 → (C2H5)3SiOOOH → (C2H5)3SiOH + O2 (1Δg)
Jiná metoda využívá vodnou reakci peroxidu vodíku s chlornanem sodným:
H2O2 + NaOCl → O2 (1Δg) + NaCl + H2O
Třetí metoda uvolňuje singletový kyslík prostřednictvím fosfitových ozonidů, které se zase generují in situ. Fosfitové ozonidy se rozloží na singletový kyslík:
(RO)3P + O3 → (RO)3PO3
(RO)3PO3 → (RO)3PO + O2 (1Δg)
Výhodou této metody je, že je přístupná i v nevodných podmínkách.

## Reakce
Kvůli rozdílům v jejich elektronových skořápkách se singletový a tripletový kyslík liší ve svých chemických vlastnostech; singletový kyslík je vysoce reaktivní.  Život singletového kyslíku závisí na médiu. V normálních organických rozpouštědlech je životnost pouze několik mikrosekund, zatímco v rozpouštědlech bez CH vazeb může být životnost až sekund.

### Organická chemie

Singletová oxidace citronellolu na bázi kyslíku. Toto je čistá, ale ne opravdová reakce.

Na rozdíl od kyslíku v základním stavu se singletový kyslík účastní Diels – Alder [4+2] - a [2+2] - cykloadičních reakcí a formálních společných reakcí. Oxiduje thioethery na sulfoxidy. Organokovové komplexy jsou často degradovány singletovým kyslíkem. S některými substráty se tvoří 1,2-dioxetany; cyklické dieny, jako jsou 1,3-cyklohexadienové formy [4+2] cykloadiční adukty.
V organické syntéze se široce používá [4+2] - cykloadice mezi singletovým kyslíkem a furany.
V singletových kyslíkových reakcích s alkenickými allylovými skupinami, např. citronellou, se abstrakcí allylického protonu ukazuje podobná reakce, čímž se získá allylhydroperoxid, R–O–OH (R = alkyl), který lze poté redukovat na odpovídající allylalkohol.
Při reakcích s vodou trioxidanem vzniká neobvyklá molekula se třemi po sobě navázanými atomy kyslíku.

### Biochemie
Při fotosyntéze může být singletový kyslík produkován z molekul chlorofylu sběrem světla. Jednou z rolí karotenoidů ve fotosyntetických systémech je zabránit poškození způsobenému produkovaným singletovým kyslíkem buď odstraněním přebytečné světelné energie z molekul chlorofylu, nebo přímo kalením molekul singletového kyslíku.
V biologii savců je singletový kyslík jednou z reaktivních forem kyslíku, která souvisí s oxidací LDL cholesterolu a výslednými kardiovaskulárními účinky. Polyfenolové antioxidanty mohou zachytávat a snižovat koncentrace reaktivních forem kyslíku a mohou takovým škodlivým účinkům bránit.
Požití pigmentů schopných produkovat singletový kyslík aktivací světlem může vyvolat silnou fotocitlivost kůže. To se týká zejména býložravých zvířat.
Singletový kyslík je aktivní látkou ve fotodynamické terapii.

### Analytická a fyzikální chemie

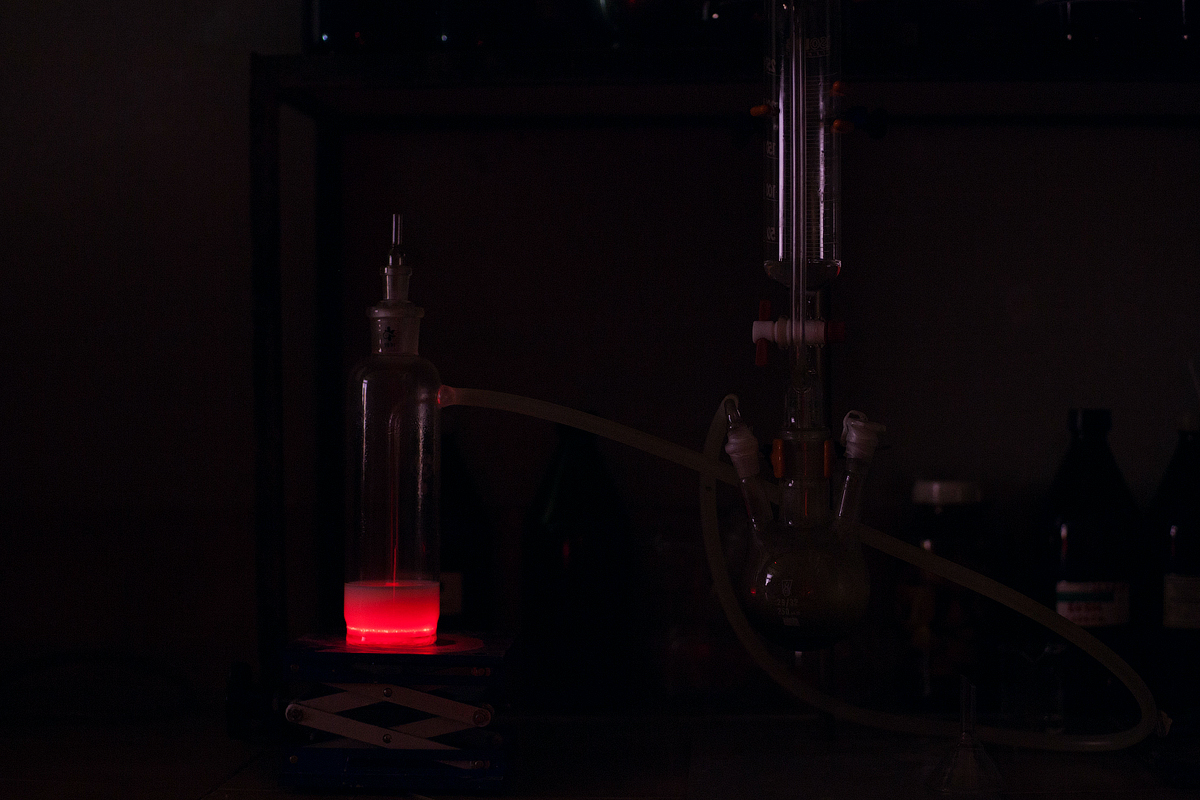
Červená záře singletového kyslíku přecházejícího do tripletu

Přímá detekce singletového kyslíku je možná pomocí citlivé laserové spektroskopie nebo prostřednictvím jeho extrémně slabé fosforescence při 1270 nm, která není viditelná.  Avšak při vysokých koncentracích singletového kyslíku lze fluorescenci singletového kyslíkového „dimolového“ druhu - simultánní emise ze dvou molekul singletového kyslíku při srážce - pozorovat jako červenou záři při 634 nm a 703 nm.